# Michael Shermer
Michael Shermer (Glendale, Kalifornia, 1954. szeptember 8. –) tudományos ismeretterjesztő, tudománytörténész, a Skeptics Society alapítója, és e társaság magazinjának, a Skepticnek a szerkesztője, amely az áltudományos és természetfeletti jelenségeket hivatott vizsgálni.
Egy televíziós sorozatot is vezet, melynek címe „Exploring the Unknown” (Az ismeretlen feltérképezése). Shermer korábban fundamentalista keresztény volt, azonban a The Science of Good and Evil (A jó és a gonosz tudománya) c. könyvében már egyértelműen agnosztikusnak vallja magát, azonban ez nevezhető gyenge ateizmusnak is. Egyik cikkében ateistának vallja magát, de azt írja, nem szereti a „címkézést”, a szkeptikus kifejezést kedveli a legjobban és a humanista filozófia támogatója. Korábban szkeptikus volt a globális felmelegedés kérdésében, de később ezen álláspontját tarthatatlannak nevezte.

## Pályakezdet és tanulmányok
Baccalaureátusi fokozatát 1976-ban szerezte a Pepperdine Egyetemen pszichológia/biológia szakon, mesterdiplomáját két évvel később a Kalifornia Állami Egyetemtől kísérleti pszichológiából kapta. Doktorátusát a Claremont Egyetemen tudománytörténetből szerezte 1991-ben (disszertációjának címe: Az eretnek-tudós Alfred Russel Wallace és az emberi evolúció: egy tanulmány a történelmi változás természetéről).
Shermer ezt írja: „1983. augusztus 6-án, egy szombati napon szkeptikussá lettem…”  Több évi akupunktúrával, kiropraktikával és masszázsterápiával, negatív ionokkal, piramisenergiával, fundamentalista kereszténységgel „és rengeteg hátborzongató dologgal (kivéve a drogokat)” való foglalkozása után felhagyott ezen módszerekkel.

## Egyéb
A biciklizés megszállottja, 1979-től tíz éven keresztül profi biciklista volt, segített megszervezni a Race Across Americá-t (Verseny Amerikán keresztül), amelyen öt alkalommal részt is vett. Kerékpáros kiegészítők, alkatrészek tervezésében is részt vállalt, és később számos dokumentumfilmet is készített a biciklizésről.

## Magyarul megjelent könyvei
- Hogyan hiszünk. Istenkeresés a tudomány korában; előszó Lakatos László, ford. Soós Sándor; Typotex, Bp., 2001 ISBN 963-9132-95-0
- Arthur Benjamin–Michael Shermer: Fejszámolás. Boszorkányos matematikai trükkök; ford. Polgár Judit; Partvonal, Bp., 2006

## Fordítás
- Ez a szócikk részben vagy egészben  a   Michael Shermer című angol Wikipédia-szócikk fordításán alapul.  Az eredeti cikk szerkesztőit annak laptörténete sorolja fel. Ez a jelzés csupán a megfogalmazás eredetét és a szerzői jogokat jelzi, nem szolgál a cikkben szereplő információk forrásmegjelöléseként.